# Pansarbil m/39
De Pansarbil m/39 (m/40) (bijnaam: Lynx) was een vierwielaangedreven pantservoertuig, ontwikkeld door het Zweedse bedrijf AB Landsverk vanaf 1937. Het voertuig heeft dienstgedaan in het Zweedse, Deense en het Dominicaanse leger. Daarnaast hebben drie buitgenomen voertuigen dienstgedaan bij de Duitse politie in de Tweede Wereldoorlog. In totaal zijn er 48 stuks gebouwd.

## Ontwikkeling
In 1937 startte Landsverk met de ontwikkeling van een zware pantserwagen. Ze hadden hiervoor geen opdracht gekregen van het Zweedse leger en het was daarom ook een privé-project. Landsverk had al veel ervaring opgebouwd met de ontwikkeling van de L-180, L-181 en de L-182. Ten opzichte van deze voertuigen was de m/39 flink verbeterd in mobiliteit, snelheid en off-road prestaties. Dit kwam onder andere dankzij de vierwielaandrijving. Hierdoor moest er wel gebruikgemaakt worden van een verouderd systeem met een ingewikkelde versnellingsbak en extra druk op de transmissie, maar het leverde goede prestaties. De versnellingsbak had vier versnellingen, zowel voor- als achteruit. In winterse omstandigheden maakte het voertuig gebruik van sneeuwkettingen voor een verbeterde grip op de gladde ondergrond. De massieve banden waren daarnaast bestand tegen geweervuur. Het voertuig kon scherpe bochten maken, in tegenstelling tot eerdere voertuigen, en dit gaf vele voordelen op smalle straten. Het voertuig was volledig symmetrisch en had dus in principe geen duidelijke voor- en achterkant. Er waren daarom ook aan beide zijden kilometertellers geïnstalleerd.
Het voertuig telde zes bemanningsleden waaronder twee bestuurders. Zo hoefde men niet te keren, maar kon de andere bestuurder het overnemen. De rest van de bemanning bestond uit twee mitrailleurschutters, in de voor- en achterkant, en in de koepel zaten de commandant en de schutter van het kanon. De wagen lag redelijk laag op de weg, maar er was nog voldoende ruimte om over ruwer terrein te kunnen rijden. Het gewalste RHA pantser was met maximaal 18 mm relatief dun, maar het was wel goed afgeschuind. De pantserplaten werden geproduceerd in Avesta. Het totale gewicht van het voertuig zonder bemanning kwam op 7825 kg.

## Denemarken
Al in 1936 had het Deense leger plannen om hun pantserwapens te moderniseren. Daarom zochten ze een geschikt pantservoertuig. Daar het Zweedse leger geen interesse had in het voertuig zocht Landsverk al een buitenlandse koper, en Denemarken was een goede optie. Uiteindelijk moest het Deense leger kiezen uit de Zweedse m/39 of de Britse Alvis-Straussler AC3. Men koos uiteindelijk voor de m/39, omdat Landsverk eerder kon leveren. Het eerste voertuig was klaar in januari 1939 en de eerste drie voertuigen werden geleverd in april 1939. Het type voertuig kreeg in Denemarken de aanduiding PV M 39. De drie voertuigen kregen de nummers PV9, PV10 en PV11. De koepels van de pantserwagens waren vrijwel gelijk aan de koepel van de L-60 (m/38), maar werden speciaal aangepast door het Hærens Tekniske korps en AB Landsverk zodat de Deense radioapparatuur in de koepel paste. De motor was een 6-cilinder Scania-Vabis type 1664 benzinemotor met een vermogen van 142 pk. De bewapening werd in Denemarken zelf geïnstalleerd en bestond uit één QF 20mm Madsen autokanon en drie 8mm Madsen machinegeweren. Hiervan waren er twee in de romp gemonteerd en één coaxiaal aan het 20mm kanon geplaatst.
De drie voertuigen vormden twee squadrons, verbonden aan twee cavalerieregimenten, namelijk het Garderhusarregimentet in Naestved en het Jydske Dragonregiment in Randers. De Landsverk L-180 was op dat moment het hoofdwapen van de regimenten. In mei 1939 werd er een nieuw contract getekend voor de levering van negen voertuigen en in februari nog een levering van zes voertuigen, zodat het totaal uit zou komen op 18 voertuigen. Deze zouden dan twee squadrons vormen met elk negen voertuigen. De squadrons zouden dan weer onderverdeeld worden in drie pelotons van drie wagens. De wagens waren echter zo duur, 125.000 DKK per stuk, dat Denemarken niet kon betalen en de levering werd vertraagd. Toen Duitsland op 9 april 1940 Denemarken binnenviel waren ze nog niet geleverd. Denemarken gaf zich op diezelfde dag al over.

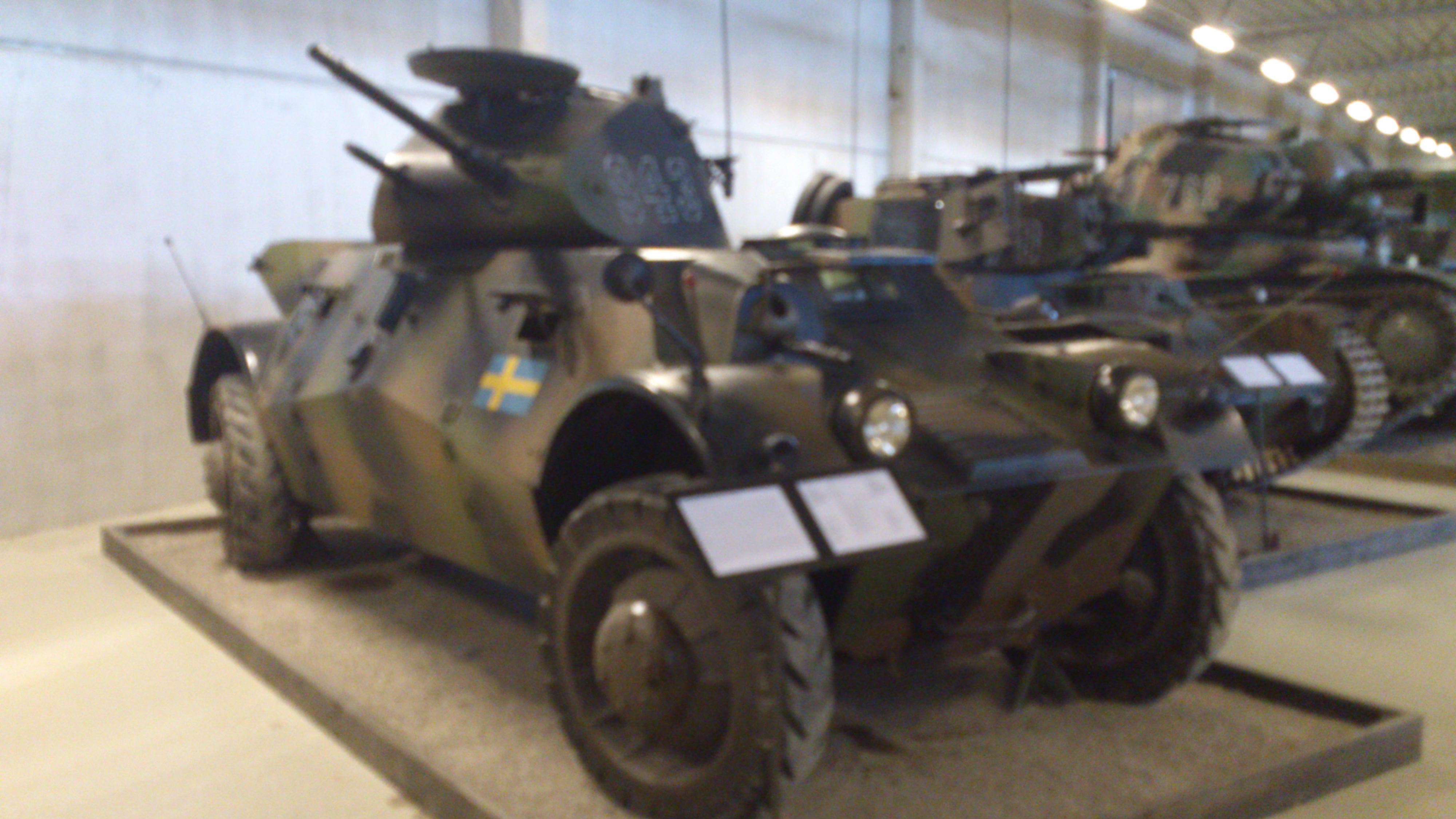
m/40 in het tankmuseum in Axvall, Zweden.

De Duitse bezetting van Denemarken was de reden dat Zweden de vijftien geproduceerde lynx's in beslag nam. Zij boden Denemarken nog wel aan om in plaats daarvan de Landsverk L-182 te leveren. Denemarken ging hier niet mee akkoord en stelde zelf voor om de order te wijzigen in staal voor de bouw van marineschepen. De drie m/39's die Denemarken reeds ontvangen had werden in beslag genomen door de Duitse bezetter. Zij stelden de wagens in gebruik van de Duitse bezettingstroepen in Denemarken. Verschillende bronnen spreken zich op dit punt tegen, maar waarschijnlijk zijn zij vanaf 1943 nog in Noorwegen en aan het Oostfront ingezet. In ieder geval zijn ze alle drie na de oorlog gesloopt.

## Zweden
Nadat Zweden de vijftien, officieel voor Denemarken gebouwde pantserwagens in beslag nam, werden deze ingezet in het Zweedse leger. Men was tevreden met de resultaten en bestelde toen nog dertig voertuigen. Landsverk had echter de capaciteit niet om die te produceren. Daarom werd de order verschoven naar Volvo die de dertig voertuigen in licentie produceerde in Skövde. Deze tank was uiterlijk gelijk aan de eerste versie, maar in plaats van een Scania-Vabis motor werd hier een 135-145pk Volvo benzinemotor in gemonteerd, maar deze motors waren in prestaties vrijwel gelijk aan elkaar. Daarnaast kreeg de versie van Volvo andere bewapening, namelijk een 20mm Akan m/40 Bofors kanon, hetzelfde kanon als de L-60 en de Hongaarse Toldi tanks. Secundair werden er drie 8mm m/39 machinegeweren gemonteerd. De munitie bestond uit 195 granaten voor het 20mm kanon en 2160 kogels voor de drie machinegeweren. Vanwege deze verschillen kreeg deze tank de aanduiding Pansarbil m/40.
De voertuigen werden gebouwd tussen 1941 en 1943 en werden ingedeeld bij verkenningsregimenten. Daarnaast namen ze veel deel aan militaire oefeningen. De voertuigen waren een indirecte vervanging voor de verouderde Pansarbil m/31.

## Dominicaanse Republiek
In 1956 werden de pantserwagens door Zweden uitgefaseerd en werden dertien van de vijftien m/39 versie verkocht aan de Dominicaanse Republiek. Bronnen melden dat dit de serienummers 227-235 en 303-308 betreft of de serienummers 900-902 en 905-914. De andere twee m/39's werden verkocht aan schroothandelaar Andberg in Nässjö. De Dominicaanse voertuigen namen zeer waarschijnlijk actief deel aan de onderdrukking van de revolutie in 1965 en de daaropvolgende burgeroorlog. In 2004 werden enkele Dominicaanse voertuigen te koop aangeboden voor 30.000 Amerikaanse dollar per stuk.
Het Pansarmuseet Axvall (tankmuseum in Axvall) heeft nu één m/40 in de collectie met het serienummer 943. Andere voertuigen zijn verder niet bekend.